# John Block
Johan Nicolaas Block född 18 maj 1929 i Amsterdam död 11 april 1994 var en holländsk flygare och flygbolagsdirektör. 
Block växte upp som son till en skollärare i Amsterdam. Efter andra världskriget sökte han anställning vid KLM men då inga jobb fanns lediga anslöt han sig till nederländska flygvapnet där han blev erbjuden pilotjobb.
Efter sin tid i flygvapnet arbetade han en kort period för det nederländska postverket där han även utbildades till trafikpilot.
Med Martin Schröder startade han flygbolaget Martinair som lanserades som ett av de ledande flygbolagen för nöjesflygning i Nederländerna. Block lämnade Martinair 1965 för att köpa det lilla flygbolaget Transavia Limburg, han döpte om bolaget till Transavia. Han expanderade bolagets verksamhet och på tio år lyckades han ta 45% av marknaden för den holländska charterflygningen. Efter att han blivit oense med några investerare i bolaget lämnade han Transavia 1975 för att starta det lilla oberoende flygbolaget Jetstar Holland BV 1977. Företaget specialiserade sig på affärsresenärer med små jetdrivna affärsflygplan med plats för upp till 10 passagerare. Bolaget blev en framgång och Block sålde senare rörelsen till ett investmentbolag medan han själv återvände till driften av stora flygplan. 1984 grundade han flygbolaget Air Holland som fem år senare börsnoterades. Han lämnade ledningen för Air Holland 1991.